# Албасете
Албасете је главни град истоимене покрајине Албасете и аутономне заједнице Кастиља-Ла Манча у Шпанији.
Налази се око 200 km југоисточно од Мадрида у равници Манча и лежи на реци Хукар. Има 173.050 становника и налази се на 686 m надморске висине. Албасете је пре свега познат по производњи ножева, али и по тркачким стазама на којима се годишње одржава трка моторима.

## Становништво
Према процени, у граду је 2008. живело 166.909 становника.

| 1981.   | 1989.   | 1991.   | 2001.   | 2002.   |
| ------- | ------- | ------- | ------- | ------- |
| 117.126 | 130.023 | 135.889 | 148.934 | 148.934 |

## Партнерски градови
- Вјен
- Посадас
- Bir Gandus
- Houndé
- La Lisa
- Удине
- Реконкиста
- Нанчанг
- Neath Port Talbot County Borough
- Сан Карлос
- Río San Juan